# Endosperma
L'endosperma és el teixit nutricional format al sac embrionari de les plantes amb llavor; és triploide (amb tres conjunts de cromosomes) i pot ser usat com a font de nutrients per l'embrió durant la germinació. Està conformat per cèl·lules molt atapeïdes i grànuls de midó incrustats en una matriu, gran part d'aquest és proteïna.
- Endosperma cel·lular: és el tipus de desenvolupament de l'endosperma en el qual les divisions nuclears estan acompanyades del desenvolupament de parets cel·lulars que aïllen cèl·lules uninucleadas o plurinucleadas. En altres paraules, en aquest tipus de desenvolupament les divisions del nucli cel·lular estan acompanyades de la formació d'una paret cel·lular que divideix als dos nuclis resultants.

- Endosperma nuclear: en aquest tipus de desenvolupament de l'endosperma les primeres divisions del nucli de la cèl·lula endospermogenètica no estan acompanyades de la divisió del citoplasma a través de parets cel·lulars, per la qual cosa es formen cèl·lules amb molts nuclis. Aquestes cèl·lules multinucleades, o cenocits, poden més tard formar parets cel·lulars.

- Endosperma helobial: aquest tipus de desenvolupament de l'endosperma és intermedi entre els dos tipus anteriors. Després de la primera divisió del nucli de la cèl·lula endospermogenética, es forma una paret cel·lular que separa als nuclis fills. No obstant això, les posteriors divisions nuclears en aquestes dues cèl·lules filles no van acompanyades de citocinesi, per la qual cosa en ambdues es desenvolupen cenocits. Generalment, la formació de cenocit ocorre només a la cèl·lula més pròxima a la micrópila.